# Bishambhar Nath Pande
Bishambhar Nath Pande (Hindi: बिशम्भर नाथ पांडे; * 23. Dezember 1906 in Umreth, Britisch-Indien, jetzt: Madhya Pradesh; † 1. Juni 1998 in Neu-Delhi) war ein indischer Politiker des Indischen Nationalkongresses (INC), der unter anderem zwischen 1976 und 1983 sowie erneut von 1988 bis 1994 Mitglied der Rajya Sabha war, des Oberhauses des Parlaments (Bhāratīya Sansad). Ihm wurde 1976 der Padma Shri verliehen, der vierthöchste indische Zivilorden nach dem Bharat Ratna, dem Padma Vibhushan und dem Padma Bhushan, und er fungierte zwischen 1983 und 1988 als Gouverneur von Orissa.

## Leben
Bishambhar Nath Pande, Sohn von Ramadhar Pande, war zwischen 1952 und 1953 für den Indischen Nationalkongress (INC) Mitglied der Legislativversammlung (Vidhan Sabha) von Uttar Pradesh, des Unterhauses des Parlaments dieses Bundesstaates. Er engagierte sich 18 Jahre lang als stellvertretender Vorsitzender der Organisation Gandhi Smriti & Darshan Samiti (GSDS), deren Ziel es ist, Prinzipien und Philosophie von Mohandas Karamchand Gandhi weltweit zu verbreiten. Er war ferner von 1972 bis 1974 Mitglied des Legislativrates (Vidhan Parishad) von Uttar Pradesh, dem Oberhaus des dortigen Parlaments.
Am 3. April 1976 wurde er erstmals Mitglied der Rajya Sabha, des Oberhauses des Parlaments (Bhāratīya Sansad), und gehörte dieser nach seiner Wiederwahl am 3. April 1982 zunächst bis zum 29. Juni 1983 an. Für seine langjährigen Verdienste als Sozialreformer und Kulturwissenschaftler wurde ihm 1976 der Padma Shri verliehen, der vierthöchste indische Zivilorden nach dem Bharat Ratna, dem Padma Vibhushan und dem Padma Bhushan. 1981 war er Präsident des Kongresspartei (Indira) in Uttar Pradesch, ein nach der Spaltung der Kongresspartei 1978 entstandener Flügel unter Indira Gandhi.
Als Nachfolger von C. M. Poonacha wurde er am 17. August 1983 Gouverneur von Orissa und bekleidete dieses Amt bis zum 19. November 1988, woraufhin Saiyid Nurul Hasan ihn ablöste. Nach Beendigung seiner Tätigkeit als Gouverneur wurde er am 25. November 1988 abermals Mitglied der Rajya Sabha und gehörte dieser nunmehr bis zum 24. November 1994 an. 1996 wurde er für seine Lebensleistungen im Bereich der hindu-muslimischen Einheit in Indien zudem mit dem Indira Gandhi Award for National Integration ausgezeichnet. Aus seiner Ehe mit Shanta Pandey ging eine Tochter hervor.

## Veröffentlichungen
- National integration. A collection of seminar papers, Secular Democratic Forum, Allahabad 1970
- A Centenary history of the Indian National Congress, 1885–1985, Vikas Pub. House, Neu-Delhi 1985
- Islam and Indian culture, Khuda Bakhsh Oriental Public Library, Patna 1987
- Indira Gandhi. Builders of Modern India, Neu-Delhi 1989
- The Hindu Muslim problem, Gandhi Smriti and Darshan Samiti, Neu-Delhi 1995

## Hintergrundliteratur
- N. Radhakrishnan: B.N. Pande messenger of harmony, Gandhi Smriti and Darshan Samiti, Neu-Delhi 1998